# 제품 리콜
리콜(영어: recall→제품 회수)은 설계·제조 상의 잘못 등으로 제품에 결함이 있는 것이 판명되었을 경우에, 법령의 규정 또는 제조자·판매자의 판단에 따라, 무상 수리, 교환, 환불 등의 조치를 실시하는 일이다. 결함보상, 소환수리라고도 한다.
법령에 의한 리콜과 제조자·판매자에 의한 자발적 리콜로 구분할 수 있다. 자동차나 비행기와 같이 안전이 필수적인 제품의 경우 법으로 규정하고 있다.
리콜은 기업 이미지 손상과 상당한 법적 비용을 수반할 수 있는 기업 과실 책임을 일정 범위 내에서 제한하고자 하는 노력의 일종이다. 누군가의 생명을 위험에 처하게 할 수 있는 어떤 제품을 소비자에게 보급했을 때의 비용과 바람직하지 않은 유명세의 비용을 추산하는 것은 거의 불가능하거나 매우 어렵다. 리콜에는 많은 비용이 든다. 비용에는 리콜된 제품 취급, 교체가 포함되고 리콜된 제품이 유발한 재무적 책임 등도 포함될 수 있다.
각국의 소비자보호 법은 제품 리콜에 관한 명시적 요구 사항을 담고 있다. 그러한 규정이 포함할 수 있는 내용은, 생산자가 얼마만큼의 비용을 감당할 것인가, 리콜을 강제하는 상황 (보통 위험이 큰 경우) 또는 리콜이 실시되지 못하는 경우의 벌칙 조항 등이다.

## 개요
자동차에서 비행기에 이르기까지 모든 제품에 적용되는 소비자 보호제도로서 인명과 바로 직결되는 제품의 경우 많은 국가에서 법제화하고 있다. 자동차의 경우 2만여 개의 부품을 일일이 검사한다는 것은 불가능하므로 대부분 표본검사만 하기 때문에 품질의 신뢰성이 완벽하지 못하다. 이에 대한 사후보상으로 애프터서비스제와 리콜제가 있다. 전혀 예상치 못한 개별적인 결함에 대한 보상을 애프터서비스라 하고 리콜제는 제조사가 결함이 발견된 제품의 생산일련번호를 추적, 소환하여 해당 부품을 점검·교환·수리해 준다. 리콜은 반드시 공개적으로 해야 하며, 소비자에게 신문·방송 등을 통하여 공표하고 우편으로도 연락하여 특별 점검을 받게 해야 한다.

## 같이 보기
- 납 중독